# Бочар
Бочар (мађ. Bocsár) је насеље у општини Нови Бечеј, у Средњобанатском округу, у Србији. Према попису из 2022. било је 1202 становника (према попису из 2002. било је 1895 становника).
Овде се налази Српска православна црква Арханђела Гаврила.

## Историја
По величини Бочар је најмање село у општини, удаљено од Новог Бечеја 25 km.
Бочар је насеље са старом и богатом историјом. Постојећи писани документи, у којима се спомиње насељено место Бочар, датирају из 1211. године, а да је име добио по свом оснивачу Бочарду. У документима са почетка XIII века о додели земље војницима говори се о Бочарду као власнику првог слободног поседа.
Српски великаш Димитрије Овчаревић добио је 1556. године од мађарског краља посед Бочар.
Бочар је касније, као посед, мењао власника, а као српско насеље помиње се почетком XVIII века. Аустријски царски ревизор Ерлер је 1774. године констатовао та место припада Бечкеречком округу и дистрикту. Становништво је тада било измешано, влашко и српско. Међутим, у XIX веку Бочар постаје власништво немачке породице, и од тада га масовно насељавају Немци из Жомбоља и Бечкерека, данашњег Зрењанина.
Иван Бајић је имао посед у Бочару, величине 4517 јутара. Торонталски жупан и комесар Великокикиндског дистрикта Ласло Карачоњи је 1861. године био власник имања од 253 хектара земље, у Бочару. Овде се налази Дворац Хертеленди – Бајић.
Бочар је имао каштел и мајур Естер чији су се власници мењали. Између два светска рата др Аурел Пајж је продао посед Софронију Огњановићу млекаџији из Галичника, у Македонији. Индустријалац Огњановић познати српски национални радник је сад у Банату правио квалитетан овчији сир качкаваљ, и извозио га по европским државама. Фирма се звала "Софроније и Филип Огњановић", а 1930. године је производила 150.000 килограма качкаваља годишње. Софроније је био члан Општинске управе и председник Соколског друштва (1938) у Бочару, које постоји од 1928. године. Добио је 1930. године краљевски Орден Белог орла V реда.
Године 1797. у Бочару су два православна свештеника. Били су то пароси, поп Константин Стануловић (рукоп. 1779) и поп Наум Јорговић (1785). Поп Коста је поред српског говорио и румунским јеиком.
После рата из Бочара се иселило близу 280 немачких породица, а 1946. године у ово место се досељава преко 200 породица из околине Босанске Крупе.
Број становника никада није прелазио 3.000. Према првом попису 1869. године у Бочару је живело 2.827 житеља, највише их је било према попису из 1948. године, 2.848 становника.
За све време свог постојања, Бочар није мењао своје име. У селу су изграђене две цркве: православна (1814) и католичка (1842). Порекло назива Бочар је од старословенске речи бочка (старословенска реч бочар означава занатлију који израђује судове, бурад) или по другој верзији од старословенске речи бјачи која има исто значење.
Јохан Колинг велепоседник из Бочара, када је умро 1936. године оставио је иза себе 138 хектара плодне земље. Капитал је прелазио милионску вредност.

## Црква и школа
Једну авантуристичку књигу узели су претплатом 1820. године мештани Бочара: поп Марко Стануловић парох, Христифор Поповић "провизор племенитог доминиума Бочарског", Петар Поповић бележник, Арсеније Копчалић учитељ, Кирил Јорговић касир и трговац Петар Зарић.
Године 1824. претплатили су се "први" људи Бочара за географско штиво: поп Наум Јорговић парох, поп Марко Стануловић парох, Петар Зарић "местни директор" (школе) и Петар Поповић општински бележник.
Бочарски православни парох Тимотеј Илић се бавио књижевним радом. Објавио је три наслова између 1827-1830. године. Његову популарну књигу "Пријатељ србске младежи" наручили су 1843. године и Бочарци: пароси, поп Димитрије Новаковић и поп Михаил Стефановић, те "провизор" Христифор Поповић. Пренумеранти 1843-1847. године били су опет поп Митар Новаковић и поп Михаило Стевановић - пароси бочарски.
Петар Петровић је био учитељ у место до 1837. године; постављен је тада за капелана у Меленце. Био је учитељ у место 1860. године Риста Ајваз. Нови учитељ је исте године постао Илија Алексић. Јован Максимовић учитељ бочарски добио је 1882. године декрет.

## Демографија
У насељу Бочар живи 1511 пунолетних становника, а просечна старост становништва износи 40,8 година (39,3 код мушкараца и 42,1 код жена). У насељу има 634 домаћинства, а просечан број чланова по домаћинству је 2,88 (попис 2002).
Ово насеље је углавном насељено Србима (према попису из 2002. године), а у последња три пописа, примећен је пад у броју становника.
|  |

| Демографија | Демографија | Демографија |
| Година      | Становника  | Становника  |
| ----------- | ----------- | ----------- |
| 1948.       | 2.848       |             |
| 1953.       | 2.735       |             |
| 1961.       | 2.620       |             |
| 1971.       | 2.328       |             |
| 1981.       | 2.095       |             |
| 1991.       | 2.007       | 1.990       |
| 2002.       | 1.895       | 1.904       |
| 2011.       | 1.488       |             |

| Етнички састав према попису из 2002.‍ | Етнички састав према попису из 2002.‍ | Етнички састав према попису из 2002.‍ | Етнички састав према попису из 2002.‍ | Етнички састав према попису из 2002.‍ |
| ------------------------------------ | ------------------------------------ | ------------------------------------ | ------------------------------------ | ------------------------------------ |
|                                      |                                      |                                      |                                      |                                      |
| Срби                                 | Срби                                 |                                      | 1.521                                | 80,26%                               |
| Мађари                               | Мађари                               |                                      | 215                                  | 11,34%                               |
| Југословени                          | Југословени                          |                                      | 62                                   | 3,27%                                |
| Роми                                 | Роми                                 |                                      | 22                                   | 1,16%                                |
| Словаци                              | Словаци                              |                                      | 5                                    | 0,26%                                |
| Македонци                            | Македонци                            |                                      | 5                                    | 0,26%                                |
| Хрвати                               | Хрвати                               |                                      | 4                                    | 0,21%                                |
| Словенци                             | Словенци                             |                                      | 3                                    | 0,15%                                |
| Муслимани                            | Муслимани                            |                                      | 3                                    | 0,15%                                |
| Црногорци                            | Црногорци                            |                                      | 2                                    | 0,10%                                |
| Русини                               | Русини                               |                                      | 1                                    | 0,05%                                |
| Румуни                               | Румуни                               |                                      | 1                                    | 0,05%                                |
| Немци                                | Немци                                |                                      | 1                                    | 0,05%                                |
| Буњевци                              | Буњевци                              |                                      | 1                                    | 0,05%                                |
| непознато                            | непознато                            |                                      | 11                                   | 0,58%                                |

| Година пописа     | 1948. | 1953. | 1961. | 1971. | 1981. | 1991. | 2002. |
| ----------------- | ----- | ----- | ----- | ----- | ----- | ----- | ----- |
| Број домаћинстава | 673   | 675   | 730   | 701   | 702   | 692   | 634   |

| Број чланова      | 1   | 2   | 3   | 4   | 5  | 6  | 7 | 8 | 9 | 10 и више | Просек |
| ----------------- | --- | --- | --- | --- | -- | -- | - | - | - | --------- | ------ |
| Број домаћинстава | 142 | 157 | 110 | 132 | 61 | 22 | 7 | 3 | 0 | 0         | 2,88   |

| Пол    | Укупно | Неожењен/Неудата | Ожењен/Удата | Удовац/Удовица | Разведен/Разведена | Непознато |
| ------ | ------ | ---------------- | ------------ | -------------- | ------------------ | --------- |
| Мушки  | 779    | 253              | 441          | 35             | 39                 | 11        |
| Женски | 801    | 146              | 437          | 181            | 36                 | 1         |
| УКУПНО | 1.580  | 399              | 878          | 216            | 75                 | 12        |

| Пол    | Укупно                    | Пољопривреда, лов и шумарство | Рибарство                            | Вађење руде и камена | Прерађивачка индустрија       |
| ------ | ------------------------- | ----------------------------- | ------------------------------------ | -------------------- | ----------------------------- |
| Мушки  | 362                       | 113                           | 0                                    | 3                    | 134                           |
| Женски | 190                       | 43                            | 0                                    | 0                    | 62                            |
| УКУПНО | 552                       | 156                           | 0                                    | 3                    | 196                           |
| Пол    | Производња и снабдевање   | Грађевинарство                | Трговина                             | Хотели и ресторани   | Саобраћај, складиштење и везе |
| Мушки  | 2                         | 13                            | 20                                   | 3                    | 37                            |
| Женски | 1                         | 2                             | 19                                   | 3                    | 2                             |
| УКУПНО | 3                         | 15                            | 39                                   | 6                    | 39                            |
| Пол    | Финансијско посредовање   | Некретнине                    | Државна управа и одбрана             | Образовање           | Здравствени и социјални рад   |
| Мушки  | 0                         | 0                             | 16                                   | 4                    | 14                            |
| Женски | 0                         | 0                             | 5                                    | 13                   | 34                            |
| УКУПНО | 0                         | 0                             | 21                                   | 17                   | 48                            |
| Пол    | Остале услужне активности | Приватна домаћинства          | Екстериторијалне организације и тела | Непознато            | Непознато                     |
| Мушки  | 2                         | 0                             | 0                                    | 1                    | 1                             |
| Женски | 5                         | 1                             | 0                                    | 0                    | 0                             |
| УКУПНО | 7                         | 1                             | 0                                    | 1                    | 1                             |